# Jeannot Szwarc
Pour les articles homonymes, voir Szwarc, Schvartz et Schwarz.
Jeannot Szwarc est un réalisateur français, né le 21 novembre 1937 à Paris 6e et mort le 14 janvier 2025 à Loches.

## Biographie

### Origines et formation
Jeannot Szwarc naît le 21 novembre 1937 dans le 6e arrondissement de Paris, sous le nom d’état civil de Jean Szwarc, d’un père d’origine polonaise. Il est diplômé d'HEC (promotion 1961).

### Carrière
Jeannot Szwarc a mené l'essentiel de sa carrière aux États-Unis comme réalisateur de télévision et de cinéma. Il travaille d’abord en France sur des documentaires et des publicités télévisées, puis il rejoint les États-Unis où il réalise deux épisodes de la  série télévisée L'Homme de fer avec Raymond Burr, prélude à ses nombreuses réalisations dans des séries à succès, comme le drame médical Docteur Marcus Welby ou la série policière Kojak. Il signe aussi quelques films pour la télévision, comme le drame fantastique La Fille du Diable ou le film pour enfants Les Petits Miracles.
Sa première réalisation pour le cinéma, Extreme Close-Up, un drame sur le thème du voyeurisme scénarisé par Michael Crichton, passe un peu inaperçu. Szwarc a plus de chance avec son film suivant, Les Insectes de feu, un drame d'horreur qui se distingue notamment durant le Festival international de Paris du film fantastique et de science-fiction.  
Malgré des critiques moyennes, il connait un réel succès commercial avec Les Dents de la mer, 2e partie (1978), suite du célèbre film de Steven Spielberg.  Il réalise ensuite Quelque part dans le temps (1980), un drame fantastico-romantique mettant en vedette Christopher Reeve et adapté d'un roman de Richard Matheson. Présenté au Festival international du film fantastique d'Avoriaz, le film reçoit le prix de la critique. Toujours pour le cinéma, Szwarc signe aussi le drame d'espionnage Enigma, Supergirl (1984) et le conte Santa Claus (1985).  Ces deux derniers films ne connaissent qu'un succès limité.
Dans les années 1990, il tourne trois films en France, deux mini-séries et un téléfilm avant de repartir travailler aux États-Unis, où il réalise à partir de 1998 des épisodes de JAG, Ally McBeal, Smallville, FBI : Portés disparus, Heroes, Bones, Cold Case : Affaires classées
Il n’arrête sa carrière qu’en 2018, à l’âge de 80 ans.

### Mort
Jeannot Szwarc meurt d’une insuffisance respiratoire le 14 janvier 2025 à l’âge de 87 ans, à l’hôpital central de Loches, en Indre-et-Loire (région Centre-Val de Loire).

### Vie privée
Jeannot Szwarc a eu un fils prénommé Sacha qui est devenu monteur.

## Filmographie sélective

### Cinéma
- 1973 : Extreme Close-Up (en)
- 1975 : Les Insectes de feu
- 1978 : Les Dents de la mer, 2e partie
- 1980 : Quelque part dans le temps
- 1982 : Enigma
- 1984 : Supergirl
- 1985 : Santa Claus
- 1987 : Grand Larceny
- 1988 : Honor Bound (en)
- 1994 : La Vengeance d'une blonde
- 1996 : Hercule et Sherlock
- 1997 : Les Sœurs Soleil

### Télévision

#### Séries télévisées
- 1968-1969 : L'Homme de fer (saison 2, épisode 11 : Le Macabre Micawber ; épisode 25 : Dénominateur commun)
- 1969 : Opération vol (saison 2, épisode 25 : Échec (The Great Chess Gambit) ; saison 3, épisode 2 : Who'll Bid 2 Million Dollars? ; épisode 3 : The Beautiful People)
- 1970 : Paris 7000 (en)
- 1970 : Le Virginien (saison 8, épisode 17 : Holocaust ; saison 9, épisode 10 : Experiment at New Life)
- 1970 : The Bold Ones: The Lawyers (saison 2, épisode 4 : The People Against Doctor Chapman)
- 1970 : Docteur Marcus Welby (saison 1, épisode 18 : Dance to No Music ; saison 2, épisode 9 : Aura to a New Tomorrow)
- 1970 : Night Gallery (saison 1, épisode 4 : The Little Black Bag)
- 1971 : Matt Lincoln (en) (épisode 15 : Karen)
- 1971 : Opération Danger (saison 1, épisode 3 : Exit from Wickenburg)
- 1971 : Longstreet (épisode 9 : Wednesday's Child)
- 1971 : Sarge (en) (épisode 11 : A Company of Victims)
- 1971 : L'Homme de la cité (épisode 14 : Jennifer)
- 1971 : Docteur Marcus Welby (saison 2, épisode 16 : A Passing of Torches ; épisode 18 : A Spanish Saying I Made Up ; saison 3, épisode 13 : They Grow Up)
- 1971-1972 : Night Gallery (saison 2, épisodes : Death in the Family ; The Merciful ; Class of '99 ; With Apologies to Mr. Hyde ; The Phantom Farmhouse ; Midnight Never Ends ; Big Surprise Cool Air ; Logoda's Heads ; A Feast of Blood ; The Waiting Room ; Last Rites for a Dead Druid ; Stop Killing Me ; The Sins of the Fathers ; The Caterpillar ; Satisfaction Guaranteed)
- 1972-1973 : Night Gallery (saison 3, épisodes : The Return of the Sorcerer ; Rare Objects ; Spectre in Tap-Shoes ; The Ring with the Red Velvet Ropes ; Whisper)
- 1973 : Columbo (saison 3, épisode : Adorable mais dangereuse)
- 1973 : The New Perry Mason (épisode 8 : The Case of the Furious Father)
- 1973 : Toma (épisode 1 : The Oberon Contract)
- 1973-1974 : Kojak (saison 1, épisodes Les Jardins de Babylone ; Mort debout  et   Morphine  ; saison 2, épisodes Crime de lèse-majesté (1) et Crime de lèse-majesté (2)
- 1974 : L'Homme qui valait trois milliards (saison 1, épisode : Population Zéro)
- 1974 : Toma (épisode : 50% of Normal et The Street)
- 1975 : Kojak (saison 2, épisodes  Acte de désespoir  et  La Reine des Gitans )
- 1975 : 200 dollars plus les frais (saison 2, épisode 10 : Les Assassins du colonel (Two Into 5:56 Won't Go))
- 1975 : Baretta (saison 2, épisodes : Le Jeu de la Gloire ; Les Otages ; Peine de cœur)
- 1976 : Doctors' Hospital (en) (épisode 12 : And Hear a Sudden Cry)
- 1976 : Les Têtes brûlées (saison 1, épisode 10 : Le Commando (New Georgia On My Mind))
- 1976 : 200 dollars plus les frais (saison 3, épisode 7 : Faux témoignage (So Help Me God))
- 1976-1977 : Kojak (saison 4, épisodes Une chaleur meurtrière  ;  Le Double ; Un nounours tout poilu (1) ; Un nounours tout poilu (2) ; La fureur de perdre et  Un message de trop)
- 1977 : 200 dollars plus les frais (saison 3, épisode 18 : Jolie, mais menteuse (New Life, Old Dragons))
- 1977 : Baretta (saison 4, épisode 5 : It's Hard But It's Fair)
- 1986 : La Cinquième Dimension (épisodes La Neige rouge ; Le Dernier Chevalier)
- 1990 : Laura (it) (les deux premiers épisodes de la mini-série)
- 1991 : La Montagne de diamants (les 4 épisodes de la mini-série)
- 1998-1999 : JAG (saison 4, épisodes Pour quelques minutes de plus ; Perdu dans le désert ; Un vieux compagnon et Tout recommencer ; saison 5, épisodes Les Règles du combat et À la une)
- 1999 : Sept jours pour agir (saison 1, épisode 16 : Imposture (There's Something About Olga))
- 1999 : The Practice : Donnell et Associés (saison 3, épisode 20 : Caméras cachées ; saison 4, épisode 6 : La Robe de mariée)
- 2000 : Providence (saison 2, épisode 17 : Restez fidèle à vous-même (Don’t Go Changin’))
- 2000 : Ally McBeal (saison 3, épisode 18 : Trente ans... ; saison 4, épisode 2 : Où sont les hommes ?)
- 2000 : The Practice : Donnell et Associés (saison 4, épisode 11 : L’Odeur du Cigare ; saison 5, épisode 3 :  De cause à effet ; épisode 8 : Manipulations)
- 2000-2001 : JAG (saison 5, épisodes À fond de cale ; Boomerang [1/2] ; Boomerang [2/2] et Tous sur le pont ; saison 6, épisodes Les Démons du passé [1/2] ; Le Héros inconnu et Escale au Mexique)
- 2001 : Philly (épisode 6 : Dans le feu de l’action (Blown Away))
- 2001 : The Practice : Donnell et Associés (saison 5, épisode 21 : Sans foi ni loi ; saison 6, épisode Le Candidat (1/2) ; épisode Le Code d'honneur)
- 2001-2002 : Ally McBeal (saison 4, épisode 12 : Je reviendrai ; saison 5, épisode 11 : Maman Ally ; épisode 13 : La Croqueuse d'hommes)
- 2002 : The Practice : Donnell et Associés (saison 6, épisode 15 : Bill et Superman ; épisode 22 : Meurtriers Mensonges ; saison 7, épisodes Une affaire de religion et  De pire en pire)
- 2002-2003 : JAG (saison 7, épisodes Port Chicago et L'honneur d'un homme ; saison 8, épisode État critique ; saison 9, épisode  Sables mouvants)
- 2003 : Les Experts : Miami (saison 1, épisode 15 : Une affaire empoisonnée)
- 2003 : Smallville (saison 3, épisode 5 : Incontrôlable)
- 2003-2004 : The Practice : Donnell et Associés (saison 7, épisodes Au nom de l’amitié et La Femme battue ; saison 8, épisodes Accusé de viol  ; Le Droit des victimes ; La Candidature et  Vers une nouvelle vie…)
- 2004 : JAG (saison 9, épisode 20 : Le poids des mots (Fighting words) ; saison 10, épisode 3 : Erreur judiciaire (Retrial))
- 2004 : Boston Justice (saison 1, épisode 8 : Travestissement (Loose Lips))
- 2004-2005 : Smallville (saison 3, épisode 13 : À Fond la caisse ; saison 4, épisode 8 : Les Trois Sorcières ; épisode 13 : Jeu dangereux ; épisode 19 : Amnésie ; saison 5, épisode 6 : Un vieil ami)
- 2005 : Numbers (saison 2, épisode 10 : L'Âme perdue)
- 2005 : FBI : Portés disparus (saison 3, épisode 16 : Chasse à l'homme ; épisode 23 : Fin de partie ; saison 4, épisode 2 : Un monde dangereux ; épisode 8 : De l'autre côté
- 2006 : FBI : Portés disparus (saison 4, épisode Sous la glace ; épisode Des vies qui se croisent ; saison 5, épisodes Appels d'urgence et Main perdante)
- 2006 : Boston Justice (saison 2, épisode 21 : Fin de partie)
- 2006 : Cold Case : Affaires classées (saison 4, épisode 10 : Partenaires)
- 2006-2007 : Smallville (saison 5, épisodes L'Ange de la vengeance  et L'Au-delà ; saison 6, épisodes Post mortem et Un grand classique)
- 2007 : FBI : Portés disparus (saison 5, épisode Jamais sans toi ; épisode Un nouveau départ ; saison 6, épisode En cage)
- 2007 : Heroes (saison 1, épisode 14 : La Fille d'eux ; saison 2, épisode 8 : Franchissements)
- 2007 : Cold Case : Affaires classées (saison 5, épisode 11 : Famille 8108)
- 2007 : Bones (saison 2, épisode 19 : Perdu dans l'espace)
- 2008 : Raising the Bar : Justice à Manhattan (saison 1, épisode 3 : Légitime défense (I Will, I’m Will))
- 2008 : Heroes (saison 3, épisode 7 : Tu seras ce que je suis ; épisode 12 : Notre père)
- 2008 : Cold Case : Affaires classées (saison 5, épisode 14 : Le Monde du silence)
- 2008 : Smallville (saison 8, épisode 10 : Noces de sang)
- 2008 : Bones (saison 3, épisode 13 : La Raison et le Cœur ; saison 4, épisode 5 : T.O.C.)
- 2009 : FBI : Portés disparus (saison 7, épisode Au large)
- 2009 : Raising the Bar : Justice à Manhattan (saison 2, épisode 5 : Cas d'urgence (Is There a Doctor in the House?) ; épisode 14 : Conciliation (O! Say Can You Pee))
- 2009 : Heroes (saison 3, épisode 22 : Dans la gueule du loup)
- 2009 : Cold Case : Affaires classées (saison 6, épisode 21 : Un arnaqueur au tapis ; épisode 23 : Au fond des choses)
- 2009 : Smallville (saison 9, épisode 7 : La Chute de Kandor)
- 2009 : Fringe (saison 2, épisode 10 : Histoires de fous)
- 2009 : Bones (saison 5, épisode 5 : Anok)
- 2009-2010 : Grey's Anatomy (saison 5, épisode 12 : La tête haute ; saison 6, épisode 13 : Réveil brutal ; épisode 18 : Laisser partir ; saison 7, épisode 8 : La pression monte)
- 2010 : Heroes (saison 4, épisode 14 : Le Temps des larmes)
- 2010 : Cold Case : Affaires classées (saison 7, épisode 17 : Enquête hors cadre ; épisode 22 : Comme deux sœurs)
- 2010 : Smallville (saison 10, épisode 4 : Voyage initiatique)
- 2010 : Private Practice (saison 3, épisode 23 : Tout le mal en une fois)
- 2010 : Bones (saison 6, épisode 5 : Pas d’honneur entre voleurs)
- 2011 : Smallville (saison 10, épisode 17 : L'Autre Dimension)
- 2011 : The Protector (épisode 13 : Safe)
- 2011 : Private Practice (saison 4, épisode 21 : L'enfant roi)
- 2011 : Bones (saison 7, épisode 5 : Chasseurs de tornades)
- 2011 : Supernatural (saison 6, épisode 14 : La Colère des mannequins)
- 2011-2012 : Fringe (saison 3, épisode 11 : De l'homme à la machine ; épisode 20 : Résonances ; saison 4, épisode 8 : Incursion ; épisode 18 : Le Consultant ; saison 5, épisode 1 : Pensées transitoires ; épisode 2 : Le Plan)
- 2012 : Private Practice (saison 5, épisode 21 : À la dérive ; saison 6, épisode 5 : Show devant)
- 2012 : Grey's Anatomy (saison 8, épisode 13 : Et si…)
- 2012 : Supernatural (saison 7, épisode 11 : Les Vetâlas)
- 2012-2013 : Bones (saison 7, épisode 9 : Tiré par les cheveux ; saison 8, épisode 11 : L'Archéologue et la Grande Découverte ; épisode 21 : Le Tribunal des citoyens ; saison 9, épisode 7 : Lune de miel)
- 2013 : Scandal (saison 2, épisode 12 : Action ou Vérité ? ; saison 3, épisode 3 : Madame Smith à Washington)
- 2013 : Grey's Anatomy (saison 9, épisode 16 : Lutter pour la bonne cause ; saison 10, épisode 9 : Erreur humaine)
- 2013 : Supernatural (saison 8, épisode 11 : L'Arbre de la douleur)
- 2014 : Almost Human (épisode 7 : Jacques a dit : « Meurs ! »)
- 2014 : Castle (saison 6, épisode Habillé pour le cimetière ; saison 7, épisode Chevalier blanc)
- 2014 : Supernatural (saison 9, épisode 15 : Façon Scooby-Doo ; saison 10, épisode 4 : Lune de papier)
- 2015 : Castle, épisode La mort n'est pas une blague
- 2015 : Grey's Anatomy (saison 11, épisode Vivre de faux-semblants ; saison 12, épisode Premier jour en enfer
- 2016 : Grey's Anatomy (saison 12,  épisode Un choix risqué ; saison 13, épisode La liste
- 2016 : Castle, épisode L'Espion qui venait du froid
- 2016 : Esprits criminels : Unité sans frontières, épisode Le Massacre des innocents
- 2017 : Esprits criminels : Unité sans frontières, épisode Les Travailleurs de l'ombre
- 2017 : Designated Survivor (saison 2, épisode 9 : La Journée des trois lettres)
- 2017 : Doubt : Affaires douteuses (épisode 7 : Famille, je vous aime !)
- 2017 : Grey's Anatomy (saison 13, épisode La Guerre est déclarée
- 2018 : Grey's Anatomy (saison 14, épisodes Pas son genre et  La Fin d'un rêve)

#### Téléfilms
- 1972 : Night of Terror
- 1972 : The Weekend Nun (en)
- 1973 : The Devil's Daughter (en)
- 1973 : You'll Never See Me Again (en)
- 1973 : Lisa, Bright and Dark
- 1973 : A Summer Without Boys
- 1974 : The Small Miracle
- 1975 : Something Wonderful Happens Every Spring
- 1975 : Crime Club
- 1976 : Hazard's People
- 1977 : Code Name: Diamond Head (en) (pilote de série non concluant)
- 1981 : True Life Stories (documentaire)
- 1986 : Le Tueur de la rue Morgue (en) (The Murders in the Rue Morgue)
- 1990 : Passez une bonne nuit
- 1995 : Schrecklicher Verdacht
- 1995 : The Rockford Files: A Blessing in Disguise
- 1996 : The Rockford Files: If the Frame Fits...

## Distinctions
- 1981 : prix de la critique au Festival international du film fantastique d'Avoriaz pour Quelque part dans le temps
- 1981 : meilleur film au Fantafestival pour Quelque part dans le temps